# Требра
Требра (нім. Trebra) — громада в Німеччині, розташована в землі Тюрингія. Входить до складу району Киффгойзер. Складова частина об'єднання громад Гройсен.
Площа — 7,94 км2. Населення становить 292 ос. (станом на 31 грудня 2021).